# Klembord (voorwerp)

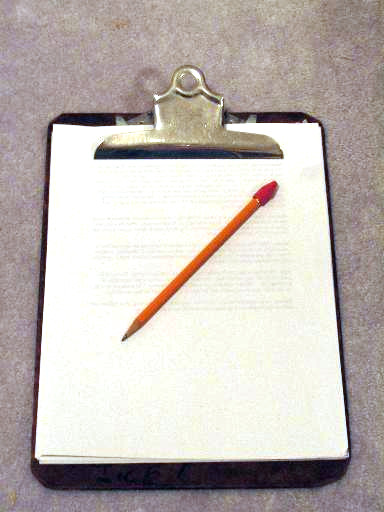
Klembord.

Een klembord is een vierkant of rechthoekig plankje of bord, meestal gemaakt van kunststof of triplex, waarop een document kan worden geklemd met een papierklem. De afmeting van een klembord is meestal iets groter dan een A4 (210 x 297 mm).
Een klembord wordt meestal gebruikt om papier met één hand te ondersteunen terwijl met de andere hand wordt geschreven, vooral wanneer andere schrijfoppervlakken niet beschikbaar zijn. De vroegste vormen werden gepatenteerd in 1870-71.
In de bouwnijverheid het bouwplan op een klembord mee op de werf genomen.
Interviewers gebruiken vaak een klembord om hun notities tijdens bijvoorbeeld straatinterviews niet verloren te laten gaan. 
Een ander gebruik van het woord klembord (clipboard) was om stukjes tekst en kunst vast te houden die met een schaar van het ene vel papier waren geknipt om met pasta op een ander vel te worden geplakt. Dit gebruik kwam later terug bij computers. Dit is ook te zien in veel computerprogramma's. De schaar en het vel papier zijn terug te vinden op de knoppen voor "knippen" en "plakken".